# 火臣别吉
火臣别吉（秘史记音：中豁真·别乞），又译火阿真伯姬、果真、豁真别乞，孛儿只斤氏，蒙古帝国公主。
火臣别吉为成吉思汗与孛儿帖之长女。1202年，成吉思汗曾想将其许配给克烈部落统领王罕之孙秃撒合，同时让长子术赤求婚于王罕之女抄儿别吉，然而最后换亲未成，双方失和导致战争。后来，火臣别吉嫁给亦乞列思部捏群之子孛秃为继室。1321年（元英宗至治元年），她被追封为昌国大长公主。
火臣别吉是《射雕英雄传》中成吉思汗之女华筝的原型。
《元史·本紀第一·太祖》：
帝欲為長子朮赤求婚於汪罕女抄兒伯姬，汪罕之孫禿撒合亦欲尚帝女火阿真伯姬，俱不諧，自是頗有違言。
《聖武親征錄》作「汪可汗之孫禿撒合亦求上公主火阿真伯姬」。 
《蒙古秘史》作「豁真別乞」，豁真，華箏，讀音相近，都是音譯成漢語。《新元史·卷二·本紀第二》也作「桑昆子欲尚帝女豁真別乞，帝亦不從。」